# QWERTZ鍵盤

在德國和奧地利使用的QWERTZ配置

在瑞士使用的QWERTZ配置

在塞爾維亞、黑山、克羅地亞、斯洛文尼亞和波斯尼亞與黑塞哥維那使用的QWERTZ配置

在匈牙利使用的QWERTZ配置

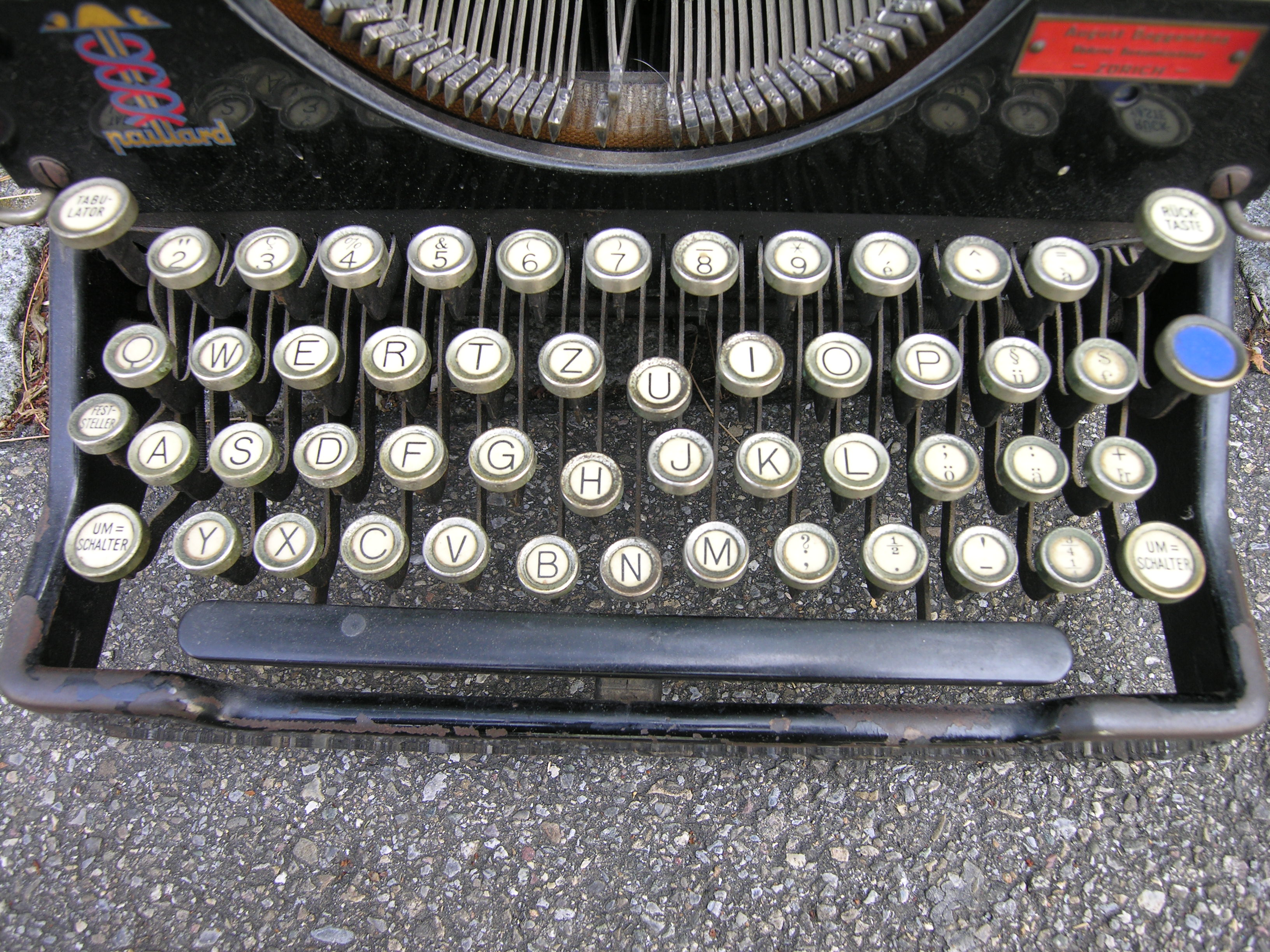
瑞士打字機使用的QWERTZ配置

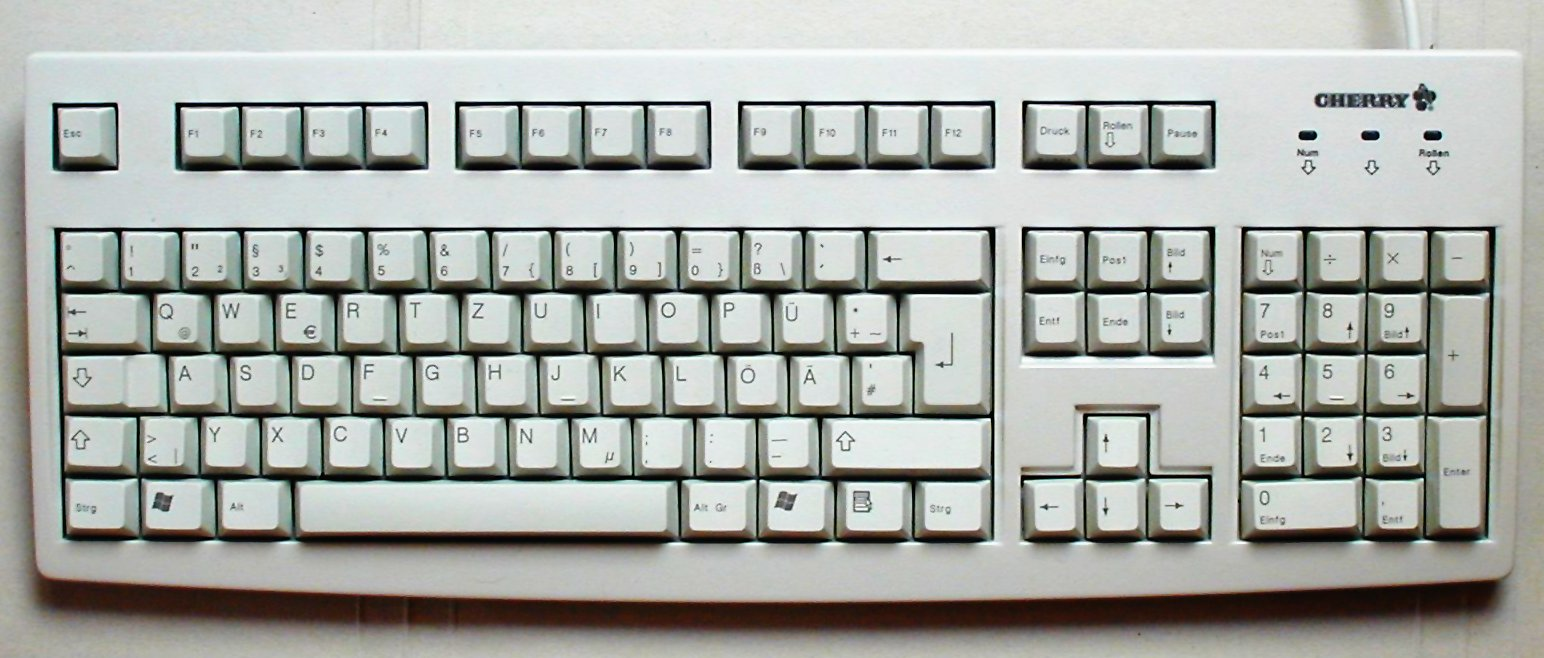
一個電腦的QWERTZ鍵盤

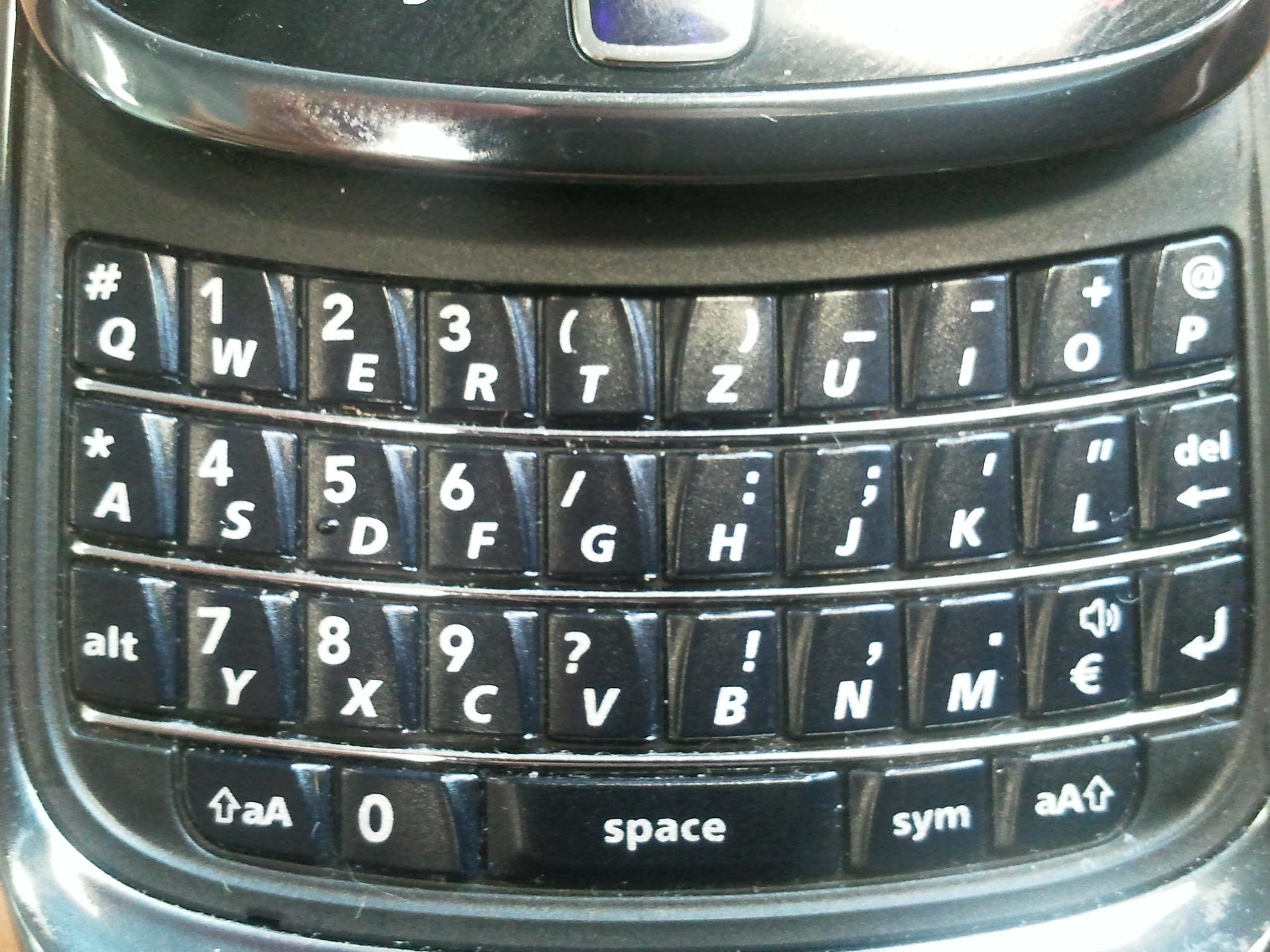
BlackBerry Torch QWERTZ鍵盤

QWERTZ（或QWERTZU）鍵盤，是1988年之後廣泛在電腦和打字機上使用的鍵盤配置。它的名稱來自鍵盤字母区第一行的首六個字母：Q、W、E、R、T和Z。
QWERTZ配置跟QWERTY配置主要有四個分別：
- 「Z」鍵跟「Y」鍵互換了，主要有兩個原因：

- 「Z」比「Y」在德語中更常見，後者通常只在外來語或是受巴伐利亚国王路德維希一世的希臘化影響的拼寫中出現。
- 「T」跟「Z」經常在德語正寫法的拼寫方法中並排，因此把這兩個鍵放在一起，可以令輸入這兩個字母時更方便（活字印刷機，在Frankfurt字體中，人們把「tz」當作一個合字）。

- 部分的鍵變為德語的變音字母（ä、ö、ü）。
- 某些特殊符號和命令鍵的位置換了，而一些特殊鍵也由英文簡稱轉為圖示（例如「Caps lock」變成空心向下的箭頭；「Backspace」變成向左的箭頭），而其他簡稱則翻譯為德語（例如「Control」的簡稱「Ctrl」翻譯成德語「Steuerung」的簡稱「Strg」）。但是，「Escape」的簡稱「Esc」沒有翻譯。
- 就像其他非英語鍵盤，QWERTZ鍵盤右方的「Alt」鍵都變成「Alt Gr」鍵來輸入第三層的特殊字母或符號，這樣便可以輸入ASCII容不下的字元，又不會增加鍵盤大小。

QWERTZ鍵盤廣泛用於使用拉丁字母的東歐、東南歐和中歐國家。之中波蘭也有QWERTZ鍵盤的變體，但從1990年代初開始QWERTY鍵盤已成主流。當中只有德國跟奧地利的QWERTZ鍵盤有「Strg」鍵；而由於瑞士有多個官方語言，瑞士鍵盤上亦有標成「Ctrl」的「Strg」鍵。
因為QWERTZ的「Z」跟「Y」鍵的互換，它有時被戲稱為「Kezboard」。